# Савинская (Харовский район)
Савинская — деревня в Харовском районе Вологодской области.
Входит в состав Михайловского сельского поселения, с точки зрения административно-территориального деления — в Михайловский сельсовет.
Расстояние по автодороге до районного центра Харовска — 19,5 км, до центра муниципального образования Михайловского — 2,5 км. Ближайшие населённые пункты — Михайловское, Мурыгинская, Лавровская, Стениха, Анисимовская.
По переписи 2002 года население — 6 человек.